# Trigonostemon serratus
Trigonostemon serratus är en törelväxtart som beskrevs av Carl Ludwig von Blume. Trigonostemon serratus ingår i släktet Trigonostemon och familjen törelväxter. Inga underarter finns listade i Catalogue of Life.